# Middle Park Stadium
Das Middle Park Stadium war ein Fußballstadion in Melbourne, Australien. Es wurde 1959 errichtet und diente dem Verein South Melbourne FC als Austragungsort seiner Heimspiele. Das Stadion hatte eine Kapazität von ca. 18.000 Plätzen, davon 2.000 auf der Haupttribüne. Im Jahr 1994 wurde das Stadion in Vorbereitung auf den Bau der Formel 1-Rennstrecke Albert Park Circuit abgerissen.
Der South Melbourne FC zog zunächst in das Olympic Park Stadium bis seine neue Heimspielstätte, das Bob Jane Stadium, fertiggestellt war.

## Weblink
- austadiums.com: Middle Park Stadium